# Martin Cruijff
Martin Cruijff (Purmerend, 18 januari 1972) is een Nederlands oud-voetballer.
Hij heeft als verdediger gespeeld bij TOP Oss, Telstar, Haarlem en Cambuur Leeuwarden en AEK Larnaca. Na zijn voetballoopbaan werd hij fysiotherapeut. In het seizoen 2014-2015 is Cruijff in dienst bij AZ. Vanaf 2018 ook bij het Nederlands Elftal.
Voor zover bekend is hij geen familie van Jordi en Johan Cruijff.

## Statistieken
| seizoen   | club               | land      | competitie     | wed. | doelp. |
| --------- | ------------------ | --------- | -------------- | ---- | ------ |
| 1992-1993 | Cambuur Leeuwarden | Nederland | Eredivisie     | 0    | 0      |
| 1993-1995 | Haarlem            | Nederland | Eerste divisie | 80   | 4      |
| 1995-1998 | Telstar            | Nederland | Eerste divisie | 79   | 1      |
| 1998-2002 | TOP Oss            | Nederland | Eerste divisie | 104  | 5      |
| 2002-200? | AEK Larnaca        | Cyprus    | A Divizion     | ?    | ?      |

## Trivia
- In 1997 kreeg Martin Cruijff de "Witte leeuw van het jaar" trofee van de supportersvereniging Telstar uitgereikt.